# Крејг Гудвин
Крејг Александер Гудвин (енгл. Craig Alexander Goodwin; 16. децембар 1991) је аустралијски фудбалер, игра на позицији нападач. Тренутно наступа за Аделејд јунајтед, проглашен је за њиховог најбољег стрелца свих времена. 

## Клупска каријера
Потписао је 2. септембра 2011. уговор са омладинским тимом Мелбурн сити, дебитовао је 2012. године у утакмици деветнаестог кола против Мелбурна виктори у којој је добио награду за најбољег играча. Двогодишњи уговор са клубом Њукасл јунајтед џетсом је потписао 7. маја 2012. где је био познат по свом финишу и прецизном убачају. Свој први гол у А лиги Аустралије је постигао против Сиднеја 13. октобра 2012. који је уједно био и победнички. Због својих постигнућа је номинован за НАБ младог фудбалера године у октобру. Придружио се 8. априла 2013. Редингу на две недеље. Потписао је 7. септембра 2014. уговор са Аделејд јунајтедом, а 5. маја 2016. са Спарта Ротердамом четири дана након победе Аделејд јунајтеда у финалу А лиге против Вестерна Сиднеја Вондерерса. Дебитовао је 7. августа 2016. против Ајакса као замена Ивана Калера у 68. минуту. Вратио се у Аделејд јунајтед 25. маја 2018. потписавши трогодишњи уговор. Постигао је 30. октобра 2018. оба гола у финалу купа Аустралије и награђен је медаљом Марка Видука чиме је постао први Аустралијанац који је освојио ту награду. Јула 2019. је потписао двогодишњи уговор за Ал Вехда Меку за 450.000 долара. Убрзо је позајмљен Абхи са којима је обострано раскинуо уговор због потешкоћа са њим након чега се вратио у Аделејд јунајтед у фебруару 2021. као резерва. После две узастопне сезоне је у јулу потписао трогодишњи уговор за сталну позицију. У утакмици против Перт глорија 30. октобра је постигао свој 45. гол за Аделејд јунајтед чиме је поставио клупски рекорд свих времена.

## Репрезентативна каријера
Изабран је 7. марта 2012. да представља репрезентацију Аустралије на Летњим олимпијским играма. Дебитовао је за Аустралију 26. јула 2013. као замена на Првенству Источне Азије. Постигао је први гол 22. новембра на Светском првенству 2022.

## Успеси

### Репрезентација
| Аустралија | Аустралија | Аустралија | Аустралија |
| Година     | Наступи    | Голови     |            |
| ---------- | ---------- | ---------- | ---------- |
| 2013       | 2          | 0          |            |
| 2016       | 1          | 0          |            |
| 2019       | 2          | 0          |            |
| 2022       | 6          | 2          |            |
| Укупно     | 11         | 2          |            |

| Број | Датум              | Место                          | Противник | Време | Скор | Резултат | Такмичење                          |
| ---- | ------------------ | ------------------------------ | --------- | ----- | ---- | -------- | ---------------------------------- |
| 1    | 27. јануар 2022.   | Правоугаони стадион у Мелбурну | Вијетнам  | 72    | 3—0  | 4—0      | Квалификације за Светско првенство |
| 2    | 22. новембар 2022. | Стадион Ел Јануб               | Француска | 9     | 1—0  | 1—4      | Светско првенство                  |

## Успеси

### Клуб

#### Аделејд јунајтед
- Првенство А лиге: 2015—16.
- Премијер А лига: 2015—16.
- Куп Аустралије: 2018.

### Индивидуални
- Најбољи стрелац Аделејд јунајтеда свих времена
- Награда Удружења професионалних фудбалера за фудбалера године 2021—22.[21]
- Играч године Аделејд јунајтеда 2015—16.
- Медаља Марка Видука 2018.